# Stefan Małecki (żołnierz)
Stefan Małecki (ur. 2 sierpnia 1915 w Dubinie, zm. 24 października 2017 w Muszynie) – polski uczestnik II wojny światowej, major WP w stanie spoczynku, kawaler Orderu Virtuti Militari.

## Życiorys
Pochodził z Dubina w Wielkopolsce. W 1935 ukończył Seminarium Nauczycielskie w Rawiczu. Po wybuchu II wojny światowej brał udział w polskiej wojny obronnej września 1939. 2 września 1939 w trakcie potyczki z Niemcami, w okolicy Polskich Łęk, Stefan Małecki zniszczył 2 czołgi niemieckie, za co gen. Juliusz Rómmel odznaczył go Srebrnym Krzyżem Orderu Virtuti Militari. Następnie brał udział w obronie Warszawy. Od 29 września 1939 (kapitulacja Warszawy) do kwietnia 1945 przebywał w niewoli niemieckiej, w różnych obozach jenieckich. Po wyzwoleniu przez wojska amerykańskie, w lipcu 1945 otrzymał przydział do 3 Dywizji Piechoty 2 Korpusu we Włoszech, zaś w 1946 został zdemobilizowany i rok później powrócił do Polski. 1 sierpnia 2015 w Muszynie, gdzie mieszkał z rodziną od 1949, odbyły się uroczyste obchody 100-urodzin kpt. Małeckiego w trakcie których, decyzją Ministra Obrony Narodowej Tomasza Siemoniaka, został mianowany na stopień majora.

## Wybrane odznaczenia
Źródło: Wojewódzki Sztab Wojskowy w Krakowie
- Krzyż Oficerski Orderu Odrodzenia Polski,
- Krzyż Kawalerski Orderu Odrodzenia Polski,
- Złoty Krzyż Zasługi,
- Srebrny Krzyż Orderu Virtuti Militari (V klasy),
- Medal Zwycięstwa i Wolności 1945,
- Medal za Warszawę 1939–1945